# Atolla parva
Atolla parva is een schijfkwal uit de familie Atollidae. De kwal komt uit het geslacht Atolla. Atolla parva werd in 1958 voor het eerst wetenschappelijk beschreven door Russell. 